# Bleuer Miklós
Bleuer Miklós (Nyírkarász, 1817 – Nagykálló, 1900. március 2.) orvos, takarékpénztári vezérigazgató, Berend Miklós mostohaapja.

## Életútja
Bleuer Sámuel földbérlő és Klein Eleonória fiaként született, izraelita vallású. Első felesége Bleuer Anna (1826-1867) volt akitől 4 gyermeke született. Második felesége Láng Mária, akivel  1895-ben házasodott össze. Három közös gyermekülk volt.  Nagykállón tevékenykedett orvosként, 1894 februárjában ünnepelte meg közéletbeli tevékenységének és orvosi működésének félszázados évfordulóját. Két évtizeden keresztül volt a nagykállói gimnáziumi segítőegyesület elnöke, a Szabolcs megyei takarékpénztár ügyeit is vezette. Elhunyt 1900. március 2-án este, 4-én délután helyezték örök nyugalomra Nagykállón.

## Munkája
- Orvosi értekezés a tüdőlobról. (Pest, 1844)